# Roger Baptist

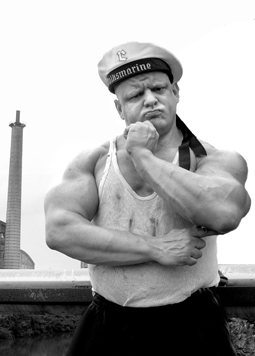
Rummelsnuff i Rüdersdorf 2007.

Roger Baptist, född 14 juli 1966 i Großenhain, känd under artistnamnet Rummelsnuff, är en tysk musiker som spelar industri och elektropunk. Inspirerad av Die Art grundade han 1987 bandet Kein Mitleid, och blev 1989 medlem i Freunde der italienischen Oper. År 1992 grundade han Automatic Noir. Efter att det projektet lagts ned 1999 lade han musiken på hyllan innan han 2005 återkom under artistnamnet Rummelsnuff, som släppte sin första skiva, Halt durch!, 2008. Det andra albumet under namnet Rummelsnuff, Sender Karlshorst, släpptes 2010 och året efter, 2011, kom också en box med en DVD och en EP, Brüder / Kino Karlshorst. Rummelsnuff är ett soloprojekt men vid konserter åtföljs Baptist av olika gästmusiker.
Baptist är även bodybuilder och har arbetat som dörrvakt.

## Diskografi

### Freunde der italienischen Oper
- 1991 – Um Thron Und Liebe (LP)
- 1997 – Um Thron Und Liebe
- 1997 – Edle Einfalt Stille Größe
- 1997 – Rare, seltene und rätselhafte Aufnahmen (Um Thron und Liebe / Edle Einfalt, stille Größe)

### Automatic Noir
- 1997 – Kaiserschnitt

### Rummelsnuff
- 2008 – Halt' durch!
- 2010 – Sender Karlshorst
- 2011 – Brüder / Kino Karlshorst (EP+DVD)
- 2012 – Halt' durch!  (ny utgåva)
- 2012 – Himmelfahrt
- 2013 – Kraftgewinn (Dubbel-CD)

## Filmografi
- 2008 – Morgen, ihr Luschen! Der Ausbilder-Schmidt-Film
- 2009 – Phantom Party